# Ustilago
Ustilago is een geslacht van ongeveer 200 brandschimmels die parasitair leven op grasachtigen. Ustilago stamt van het Latijnse woord ustilare dat brand betekent.
Onderzoek aan builenbrand op maïs heeft zowel geleid tot meer inzicht in de genetische achtergronden van herkenning en paringtypen als de fundamentele kanten van signaaltransductie en de regulatie van de celcyclus.
Het genoom van Ustilago maydis is in kaart gebracht.

## Soorten
- Ustilago avenae (Pers.) Rostr. — stuifbrand op haver en glanshaver
- Ustilago esculenta P. Henn. — stuifbrand op wilde rijst
- Ustilago hordei (Pers.) Lagerh. 1889 — steenbrand op gerst en haver
- Ustilago maydis (DC.) Corda — builenbrand op maïs
- Ustilago nuda C. Bauhin — stuifbrand op gerst
- Ustilago tritici (C.N. Jensen) Kellerm. & Swingle — stuifbrand op tarwe

## Levenscyclus

### Stuifbranden
Op een voedingsbodem in het laboratorium gedraagt de schimmel zich als een gist en vormt het losse, haploïde cellen, sporidia genoemd. Deze cellen vermeerderen zich door knopvorming. In de natuur kunnen ze zich op dood organisch materiaal vermeerderen. (De diploïde fase van de schimmel is in het laboratorium echter niet in leven te houden.)
De aangetaste planten zijn langer en komen eerder in bloei dan de gezonde planten. De op de aangetaste aren gevormde teleutosporen (brandsporen) worden na het breken van het dunne dekvlies door de wind verspreid en infecteren tijdens de bloei de stempels van de gezonde, bloeiende planten. De teleutospore vormt een basidium. Infectie treedt alleen op als twee verenigbare (compatibele) sporidia (basidiosporen) zich op de stempel onder de juiste omstandigheden ontmoeten en versmelten. Versmelting vindt plaats via een conjugatiebuis tot een tweekernige (dikaryotische) cel. Vervolgens ontstaat een appressorium dat de stempel binnendringt en wordt een promycelium gevormd, dat het vruchtbeginsel infecteert. De schimmel blijft in rust in het vruchtbeginsel. Tijdens de kieming en verdere groei van geïnfecteerde graankorrels verspreidt de schimmel zich door de plant en in de aar via de intercellulaire ruimten. In de aar worden de teleutosporen gevormd. Alleen de aarspil wordt niet geïnfecteerd. Op de sporen zitten kleine stekeltjes. De buitenkant van de brandspore lijkt afkomstig te zijn van de overblijfselen van de geleerde schimmeldraad.
Rijpe brandsporen van de stuifbranden worden door de wind en regen verspreid. De sporen kunnen lange tijd, tot wel tien jaar, in de grond overleven. Onder de juiste omstandigheden in het voorjaar wordt er een probasidium gevormd, waarin de meiose plaatsvindt. De haploïde kernen gaan naar langgerekte cellen, die vervolgens van het basidium afbreken en zo de haploïde sporidia vormen.
De besmetting bij stuifbrand van haver gaat echter anders dan hierboven beschreven. De sporen verspreiden zich ook tijdens de bloei van de haver en komen ook terecht op de stempels, waar ze kiemen. De schimmel dringt echter niet de korrel binnen, zoals dat bij de andere stuifbranden, maar blijft als mycelium aan de binnenkant van de kafjes en op de haverkorrel zitten.

### Genetische achtergrond van de compatibiliteit van de sporidia
De compatibiliteit van de sporidia berust op twee genen, a en b. Het a gen heeft twee allelen en het b gen meer dan twee. De twee sporidia moeten verschillende allelen van beide genen hebben willen ze zich met elkaar verenigen. Zo is een sporidium met a1b2 verenigbaar met een sporidium met a2b1 allelen. Het a gen codeert voor een feromoon, waardoor de vorming van een conjugatiebuis en versmelting in gang gezet wordt. Het b gen codeert voor regulerende eiwitten die zich aan het DNA-binden.

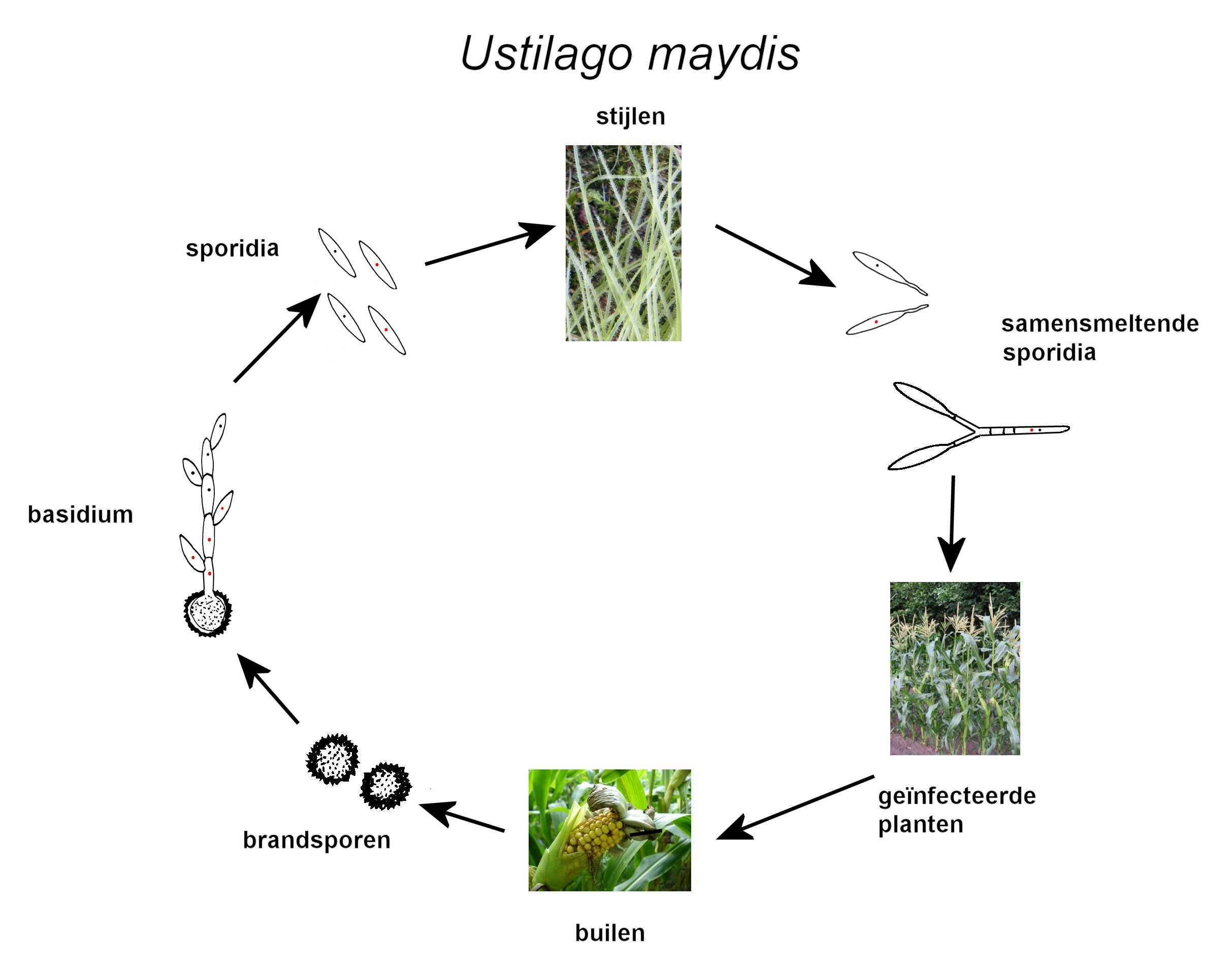
Levenscyclus op maïs

### Steenbranden
Na het zaaien van besmette graankorrels ontwikkelt zich uit de teliosporen in de grond een 4-cellig basidium met basidiosporen. Daarin komt plasmogamie van naburige cellen voor, resulterend in de vorming van een tweekernig mycelium (dikaryon). Het infecteert spruiten wanneer ze een lengte van ongeveer 5 cm bereiken en groeit vervolgens mee met de plant. De schimmel groeit over de gehele lengte van de bovengrondse scheut, maar groeit sterk in de aartjes. De aartjes worden vernietigd en hun gehele inhoud wordt gevuld met teliosporen. Ze zijn olijfbruin, dikwandig en glad. Bij de steenbranden zijn de teliosporen plakkerig vanwege een olieachtige coating en worden ze niet door de wind verspreid, zoals bij de stuifbranden, maar vindt verspreiding plaats bij de oogst van de graankorrels. Vaak blijven de plakkerige massa's sporen bij elkaar in het geoogste graan. De schimmel overwintert als teliospore op de graankorrels of in de grond. 